# Betty Smith
Betty Smith   (Brooklyn, 15 de desembre de 1896 - Shelton, 17 de gener de 1972) va ser una escriptora estatunidenca.

## Biografia
Betty Smith neix sota el nom de Sophina Elisabeth Wehner el 15 de desembre de 1896 a Brooklyn, Nova York en el si d'una família d'emigrants alemanys.
Inicialment avesada al teatre, es consolida com a novel·lista a partir de la seva obra més coneguda; la novel·la Creix un arbre a Brooklyn, la qual es va convertir en un bestseller ben aviat i ha estat considerada com una de les novel·les nord-americanes més importants del segle xx.
El llibre es va adaptar al cinema amb el mateix títol, la pel·lícula fou dirigida per Elia Kazan i interpretada per Dorothy McGuire, Joan Blondell, James Dunn i Peggy Ann Garner.
Es casà dos cops. Primer amb Joseph Piper Jones i després amb Robert Voris Finch fins que l'any 1959 enviduà.
Morí a 1972 a causa d'una penumònia.

## Obra
- A Tree Grows in Brooklyn (1943) (Un arbre creix a Brooklyn, publicada en català per L'Altra Editorial el 2018)
- Tomorrow Will Be Better (1947)
- Maggie-Now (1958)
- Joy in the Morning (1963)

## Crèdits cinematogràfics
- 1945: A Tree Grows in Brooklyn 
(dirigida per Elia Kazan, protagonitzada per James Dunn, Joan Blondell i Dorothy McGuire)
- 1965: Joy in the Morning 
(dirigida per Alex Segal, protagonitzada per Richard Chamberlain i Yvette Mimieux)